# Амирхани, Реза
Реза Амирхани (перс. رضا امیرخانی‎ , произн.: Рэзо Омирхони; род. 1973 год, Тегеран) — иранский писатель и литературный критик. Он, по его словам, обязан своей писательской карьере Исламской революции. Согласно сайту «Кяляме», относит себя к консерваторам. У него есть также удостоверение летчика, и в 2002 г. он оказался самым молодым иранским летчиком. Он был также некоторое время исполнительным директором Союза писателей Ирана. Он является убежденным сторонником Исламской республики. Он пишет романы, длинные и короткие рассказы, а также является автором сафарнаме (традиционного иранского жанра об описаниях поездок и путешествий) и длинных статей на общественные темы. Амирхани, задавшись целию написать рассказ о путешествии аятоллы Хаменеи в Систан и Белуджистан (рассказ вышел позднее под названием «Рассказ о Систане», стал одним из его сопровождающих. Амирхани путешествовал во все останы Ирана и 29 стран мира.

## Основные произведения
Амирхани начал в середине 1990-х гг. издавать свои короткие произведения в ежемесячно выходящих литературных журналах. В 1996 г. написал роман «Армия», посвященный ирано-иракской войне, который в 2000 г. получил премию «Двадцать лет рассказов о Священной обороне». В 1999 г. вышел сборник его рассказов «Насер Армани». В 1999 г. вышел роман «Ее я», получивший в следующем году специальную награду литературного фестиваля «Мэхр».  В 2001 г. выходит длинный рассказ «Азбэ». В 2008 г. вышел его роман «Без Отечества», занявший в следующем году первое место на литературном фестивале имени Хабиба Ганнипура. Книги Амирхани являются лидерами продаж в Иране.

## Реза Амирхани о своем творчестве
В одном интервью писатель подчеркивает самобытность иранской прозы и её внимание к духовно-нравственному аспекту жизни, благодаря чему она вызывает интерес на Западе. Амирхани также выразил признательность Исламской  революции, которая показала ему творческий путь и дала очень много для его творчества. После революции сложился особый, исламский стиль литературы, в котором Амирхани и нашёл себя. Но он при этом, оставаясь верен своей религии, все-таки стремится описывать жизнь во всей её сложности, не ограничиваясь лишь религиозными темами.

## Реза Амирхани и Россия
Роман «Ее я» был переведен А.П.Андрюшкиным на русский язык и издан в 2013 г. По словам самого Амирхани во время его поездки в Россию, он особо ценит Льва Толстого, называя его «Пророком среди писателей», и перечитал все доступные ему произведения этого автора.